# Vegyes szabad program szinkronúszás a 2016-os úszó-Európa-bajnokságon
A 2016-os úszó-Európa-bajnokságon a szinkronúszás vegyes szabad programjának fináléját május 13-án délután rendezték a London Aquatics Centreben.

## Versenynaptár
Az időpontok helyi idő szerint olvashatóak (GMT +00:00).
| Dátum                   | Időpont | Forduló |
| ----------------------- | ------- | ------- |
| 2016. május 11., szerda | 18:30   | Döntő   |

## Eredmény
| # | Versenyző                             | Ország              | Pontok  |
| - | ------------------------------------- | ------------------- | ------- |
|   | Mihajela Kalancsa Alekszandr Malcev   | Oroszország (RUS)   | 90,4667 |
|   | Mariangela Perrupato Giorgio Minisini | Olaszország (ITA)   | 87,4667 |
|   | Berta Ferreras Sanz Pau Ribes Culla   | Spanyolország (ESP) | 86,5667 |
| 4 | Chloé Kautzmann Benoit Beaufils       | Franciaország (FRA) | 85,2667 |
| 5 | Ekaterina Reznik Anton Timofejev      | Ukrajna (UKR)       | 83,8667 |